# Élections municipales québécoises de 1978
Les élections municipales québécoises de 1978 sont les scrutins tenus le 12 novembre 1978 dans certaines municipalités du Québec. Elles permettent de déterminer les maires et/ou les conseillers de ces municipalités.
Les élections ont notamment lieu à Montréal